# Снегурочка (балет, 1946)
«Снегурочка» — хореографическая сюита на музыку П. И. Чайковского, поставленная В. А. Варковицким для Московского хореографического училища. В основу либретто, написанного В. А. Варковицким и Ю. И. Слонимским, легла одноимённая пьеса А. Н. Островского. Премьера балета состоялась 5 июля 1946 года (художник П. В. Вильямс, дирижёр С. С. Сахаров). Костюмы для балетной постановки созданы С. К. Самохваловым.
Образы героев балета воплотили следующие исполнители: Т. Тучнина (Снегурочка), Ю. Выренков (Лель), Л. Жданов (Дед Мороз), С. Иванова (Баба Яга), Н. Симачев (Пастушок).

## Либретто
Балет состоит из одного акта и двух картин. События первой картины развиваются на фоне сказочного зимнего леса — царства Деда Мороза, вместе с которым в окружении снежинок живёт его внучка Снегурочка. По воспоминаниям Тучниной, на одну из репетиций Варковицкий принёс большого плюшевого медведя, с которым исполнительнице пришлось танцевать польку. Этим замыслом балетмейстер хотел подчеркнуть принадлежность Снегурочки к миру природы и продемонстрировать её тесную связь с обитателями лесной чащи. Вдруг неожиданно на опушке появляется Юноша, который нарушает лесную идиллию. Начинается метель, снежинки кружатся в быстром танце, прилетает Баба Яга, Дед Мороз подхватывает Снегурочку на руки, пытаясь спрятать внучку.
Во второй картине Снегурочка, стремясь отыскать Юношу, приходит к жителям деревни. Гостью окружают молодые парни и девушки. Пастушок играет незамысловатую мелодию на своей дудочке, и начинается весёлая пляска с хороводами. Среди танцующих молодых парней Снегурочка находит Юношу, и они вместе исполняют лирическое адажио. В момент высокой поддержки на Снегурочку падает луч весеннего солнца и она «тает». В это время исполнительница партии Снегурочки пряталась за холмиком, по которому бежал ручеёк.

## Критика
Хореографическая сюита была благосклонно принята критиками. В частности, удачным в ней рецензенты считали эпизод появления Юноши в зимнем лесу. В. Лопухина в статье «Успех балетной молодёжи» в журнале «Советский артист» особо отметила исполнителей главных партий: «Тучнина — танцовщица, в которой при скромных технических данных чувствуются сценическая выразительность и искренность. Она создаёт чистый и трогательный образ Снегурочки. <…> Выренков имеет хороший, лёгкий прыжок, он показал себя и как хороший партнёр».